# 阿維亞河

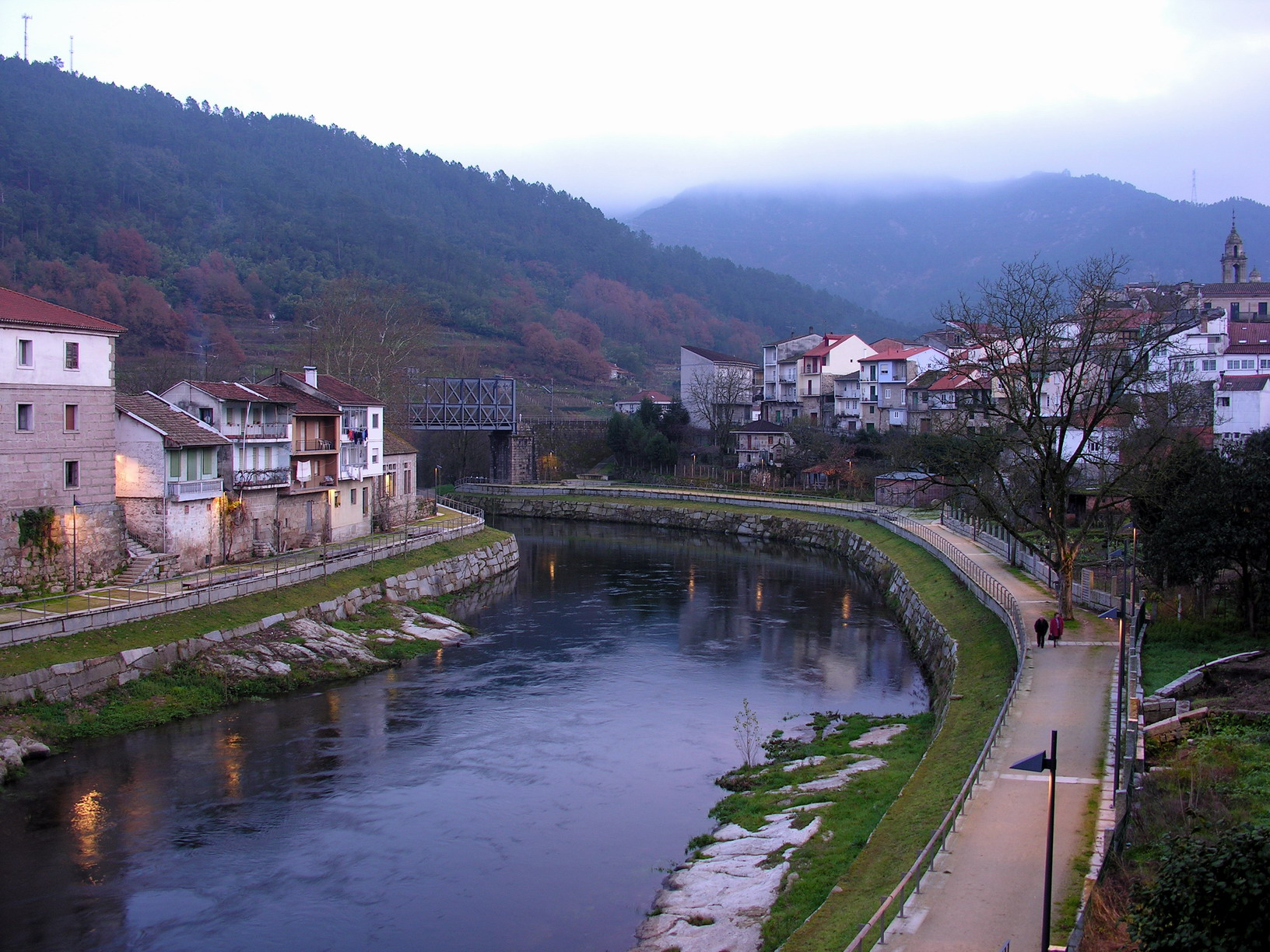
阿維亞河

阿維亞河（西班牙語：Río Avia）是西班牙的河流，位於奧倫塞省，屬於米紐河的支流，發源自阿維翁附近，河道全長36.7公里，流域面積643平方公里，河畔城鎮有博沃拉斯、森列、萊羅和里瓦達維亞。